# John Maneniaru
John Maneniaru, né le 20 juin 1965, est un homme politique salomonais.

## Biographie
Scolarisé aux Salomon, il obtient ensuite un diplôme de Bachelor of Commerce (en) (licence d'études commerciales) à l'université de technologie de Papouasie-Nouvelle-Guinée à Lae en 1990. Il est employé pendant cinq ans à la Banque nationale des Îles Salomon, puis travaille un temps dans le service public avant de devenir directeur général de la Corporation d'Investissement des Îles Salomon de 2002 à 2010.
Entré au Parlement national comme député de la circonscription d''Are'are-ouest aux élections législatives de 2010, il est, d'avril 2011 à septembre 2014, le chef du groupe des députés indépendants (Leader of the Independent Members), c'est-à-dire des députés qui ne se sont rangés ni à la majorité parlementaire ni à l'opposition. Réélu député aux élections de 2014, il est nommé ministre des Pêcheries et des Ressources maritimes le 15 décembre 2014, dans le gouvernement de Manasseh Sogavare. En octobre 2017, le Premier ministre Sogavare, en passe de perdre le soutien de la majorité au Parlement, le promeut ministre des Finances. Cela n'empêche pas la chute du gouvernement en novembre, et le nouveau Premier ministre Rick Houenipwela fait de John Maneniaru son ministre des Pêcheries.
Après les élections de 2019, Manasseh Sogavare, redevenu chef du gouvernement, le nomme vice-Premier ministre. John Maneniaru est limogé du gouvernement six mois plus tard pour s'être abstenu lors du vote au Parlement sur le projet de loi visant à rompre les relations diplomatiques des Salomon avec Taïwan, au profit de la république populaire de Chine.